# Bệnh ký sinh trùng
Bệnh ký sinh trùng là một chứng bệnh nhiễm trùng gây ra hoặc bị truyền nhiễm bởi ký sinh trùng. Nhiều ký sinh trùng không gây bệnh. Bệnh ký sinh trùng có thể ảnh hưởng thực tế đến tất cả các sinh vật sống, bao gồm cả thực vật và động vật có vú. Các nghiên cứu về bệnh ký sinh trùng được gọi là khoa ký sinh trùng. Lây lan bệnh ký sinh trùng chiếm khoảng 14 000 000 ca tử vong mỗi năm, chiếm 25% tỷ lệ tử vong toàn cầu - một trong bốn nguyên nhân tử vong toàn cầu theo Tổ chức Y tế Thế giới.
Một vài loại ký sinh trùng như Toxoplasma gondii và Plasmodium spp. có thể gây bệnh trực tiếp, nhưng các sinh vật khác có thể gây bệnh do độc tố mà chúng sản xuất.

## Thuật ngữ
Mặc dù sinh vật như vi khuẩn hoạt động như ký sinh trùng, việc sử dụng thuật ngữ "bệnh ký sinh" thường hạn chế hơn. ba loại sinh vật chính gây rối loạn cơ thể là sinh vật đơn bào (gây ra nhiễm trùng nguyên sinh), giun sán (bệnh giun sán), và vật ký sinh ngoài. Sinh vật đơn bào và giun sán thường ký sinh trong (thường sống trong cơ thể vật chủ), trong khi ký sinh ngoài thường sống trên bề mặt của vật chủ. Đôi khi định nghĩa về "bệnh ký sinh trùng" được hạn chế cho các bệnh do ký sinh trong.

## Dấu hiệu và triệu chứng
Triệu chứng ký sinh trùng có thể không luôn luôn rõ ràng. Tuy nhiên, triệu chứng có thể bắt chước chứng thiếu máu hay thiếu hụt hormone. Một số triệu chứng gây ra bởi một vài giun truyền nhiễm có thể bao gồm ngứa ảnh hưởng đến hậu môn hoặc vùng âm đạo, đau bụng, giảm cân, tăng sự thèm ăn, tắc nghẽn ruột, tiêu chảy, và nôn cuối cùng dẫn đến mất nước, khó ngủ, giun sán hiện diện trong chất nôn hoặc phân, thiếu máu, đau cơ hay khớp, khó chịu nói chung, dị ứng, mệt mỏi, căng thẳng. Các triệu chứng cũng có thể bị nhầm lẫn với chứng viêm phổi hoặc ngộ độc thực phẩm.
Tác động bệnh ký sinh trùng gây ra từ khó chịu nhẹ đến chết. Ký sinh giun tròn Necator americanus và Ancylostoma duodenale gây ra nhiễm giun móc ở người, dẫn đến thiếu máu và suy dinh dưỡng. Nhiễm trùng này ảnh hưởng đến khoảng 740 triệu người ở các nước phát triển, bao gồm trẻ em và người lớn, vùng khí hậu nhiệt đới đặc biệt ở các vùng nông thôn nghèo tọa lạc tại châu Phi hạ Sahara, Mỹ Latin, Đông Nam Á và Trung Quốc. Giun móc mãn tính ở trẻ em khiến cho thể chất và trí tuệ phát triển kém, kết quả học tập và đi học giảm sút. Phụ nữ mang thai bị ảnh hưởng bởi chứng nhiễm giun móc cũng có thể phát triển thành chứng thiếu máu, dẫn đến hậu quả tiêu cực cho cả mẹ và trẻ sơ sinh. Một số trong số đó là: cân nặng khi sinh thấp, hiếm sản xuất sữa, cũng như tăng nguy cơ tử vong cho mẹ và bé.

## Nguyên nhân
Động vật có vú có thể nhiễm ký sinh trùng từ thức ăn hoặc nước ô nhiễm, bọ cắn, hoặc tương tác tình dục. Uống nước ô nhiễm có thể bị lây nhiễm Giardia. Ký sinh trùng thường thâm nhập vào cơ thể thông qua da hoặc miệng. Tiếp xúc gần gũi với vật cưng có thể dẫn đến nhiễm ký sinh trùng, như chó và mèo là vật chủ chứa nhiều ký sinh trùng. Các rủi ro khác có thể khiến con người nhiễm ký sinh trùng là đi bộ bằng chân trần, phân xử lý không đầy đủ, thiếu vệ sinh, xúc gần với người mang ký sinh trùng cụ thể, và ăn thức ăn chưa nấu chín hoặc nhiễm độc. Ký sinh trùng cũng có thể được chuyển đến vật chủ do vết cắn của một côn trùng lây bệnh, ví dụ muỗi, rệp.